# پروین دارابی
پروین دارابی (متولد ۱۳۲۰ در تهران) فعال اجتماعی، نویسنده و مدافع حقوق زنان آمریکایی ایرانی‌تبار است.

## پیشینه
دارابی فارغ‌التحصیل دانشگاه ایالتی کالیفرنیا در نورتریج، دانشگاه کالیفرنیای جنوبی، دانشگاه پپرداین، و دانشگاه ساحل کالیفرنیا می‌باشد. وی به عنوان مهندس سیستم‌های الکترونیکی، مدیر برنامه، مدیرعامل شرکت، و مشاور مهندسی تا سال ۱۹۹۴ فعالیت کرد. در بازه زمانی ۱۹۸۵ تا ۱۹۹۰ وی شرکت خصوصی خود را با نام پی‌تی انترپرایز (PT Enterprise) را در کالیفرنیا اداره کرد. حیطه کاری شرکت وی در زمینه طراحی گیرنده رادارهای حساس بود که در شناورهای آلمانی استفاده می‌شود.
هما دارابی، خواهر بزرگتر پروین دارابی، در سال ۱۹۹۴ در اعتراض به رفتار دولت ایران خود را در میدان تجریش - یکی از مراکز عمومی شهر تهران - به آتش کشید و به زندگی خود پایان داد. پس از این واقعه، پروین دارابی به پیگیری مسایل حقوق بشر اهتمام گذارد. در سال ۱۹۹۹ با همراهی رومین تامسون (Romin P. Thomson) اقدام به نوشتن کتاب خشم علیه حجاب: زندگی و مرگ شجاعانه یک مخالف اسلامی (به انگلیسی: Rage Against the Veil: The Courageous Life and Death of an Islamic Dissident) نمود.

## دیدگاه در خصوص شیعه
دارابی اظهار داشته‌است که قوانین زیادی در اسلام شیعی وجود دارد که باعث ناامیدی یک فرد تحصیل کرده می‌شود. وی به ازدواج موقت بعنوان یکی از این قوانین اشاره کرده‌است و آن را «فاحشگی ممنوعه دینی» خوانده‌است. وی همچنین اعتقاد دارد که تنها دست‌آورد جمهوری اسلامی ایران فقر و بدبختی بوده‌است. پروین دارابی در «من یک زن مسلمان هستم» به بیان دیدگاه‌هایش از اسلام پرداخته‌است.